# Taubenturm (Landudec)

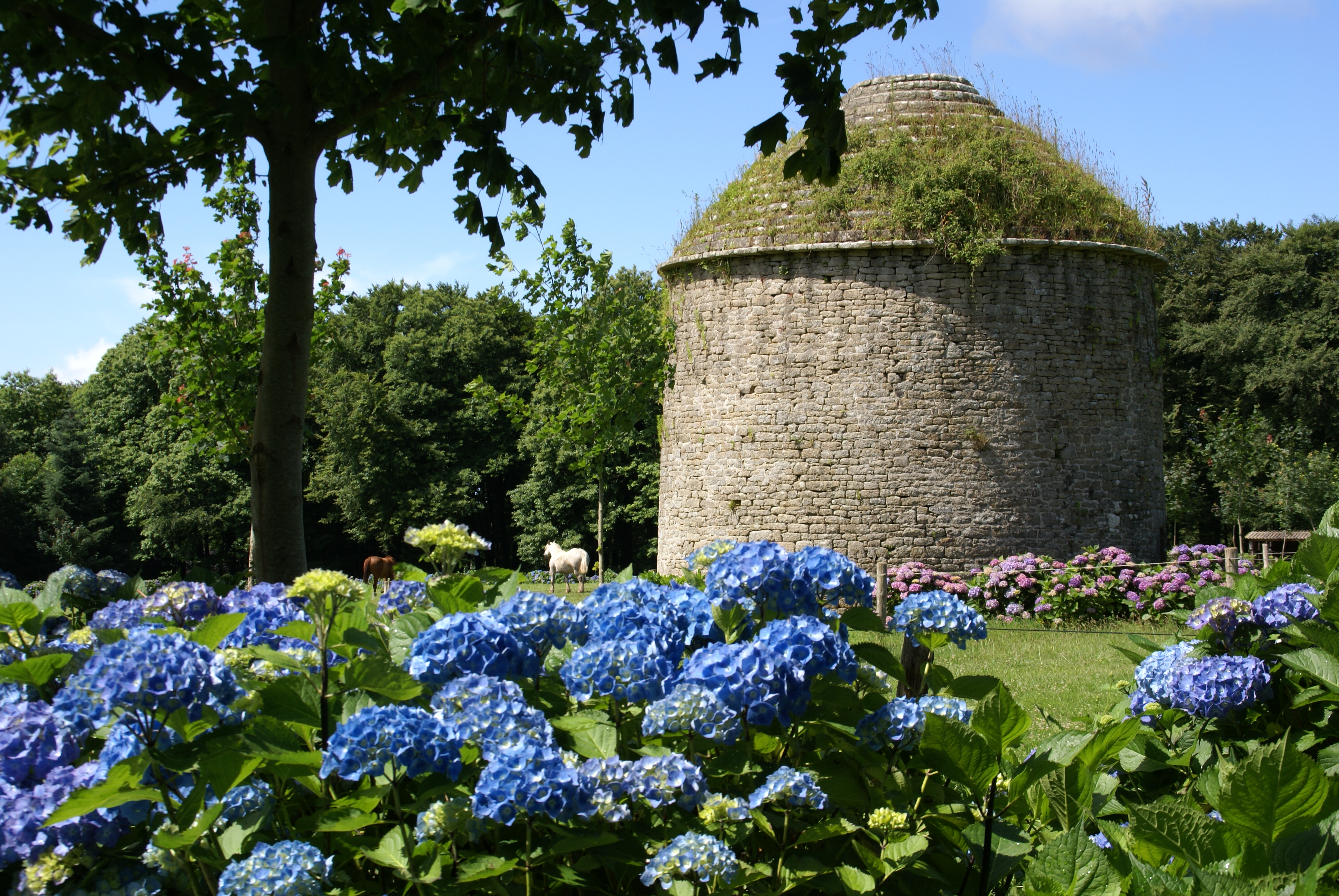
Taubenturm in Landudec

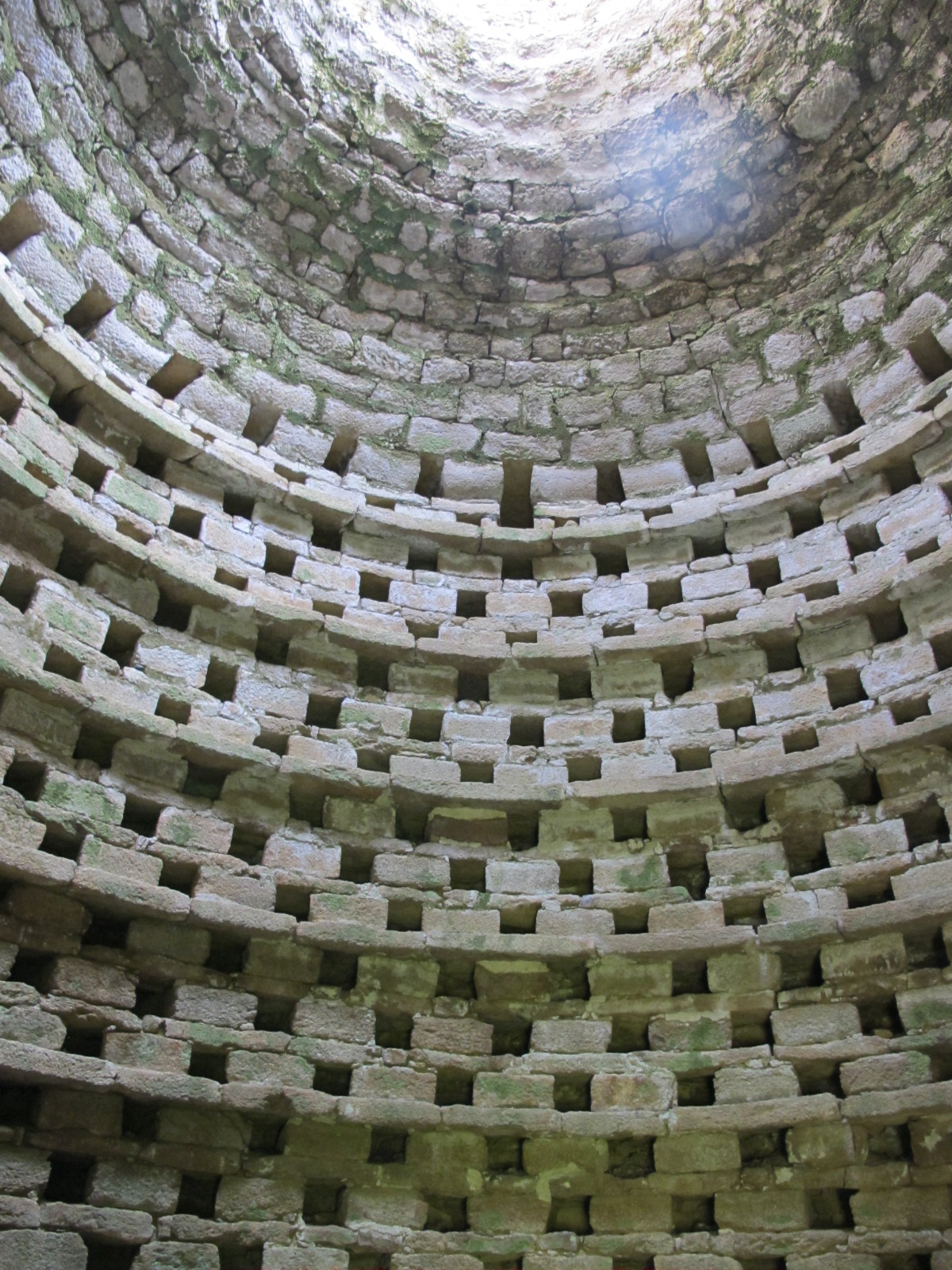
Innenansicht mit Nestern

Der Taubenturm (französisch colombier oder pigeonnier) in Landudec, einer französischen Gemeinde im Département Finistère in der Region Bretagne, wurde im 15./16. Jahrhundert errichtet. Der Taubenturm steht seit 2002 als Teil des Schlosses Château de Guilguiffin als Monument historique auf der Liste der Baudenkmäler in Frankreich.
Der runde Turm besteht aus ungleichmäßigen Hausteinen mit einem Steindach. Er wurde bereits zur Zeit des Vorgängerbaus des heutigen Schlosses errichtet, das zwischen 1750 und 1760 entstand.